# Norraby kloster
Norraby kloster är ett katolskt karmelitkloster för munkar inom katolska kyrkan i Sverige, beläget två kilometer nordöst om Tågarp i Svalövs kommun, invigt 1968.
I anslutning till klostret finns ett reträtthem med nio rum. Klosterlivet på Norraby är inriktat på bön och avskildhet (klausur).
Från detta kloster kommer kardinal Anders Arborelius, biskop i Stockholms katolska stift av katolska kyrkan, som var munk här 1971–1998.